# Grande Prêmio da Grã-Bretanha de 2004
Resultados do Grande Prêmio da Grã-Bretanha de Fórmula 1 (formalmente LVII Foster's British Grand Prix) realizado em Silverstone em 11 de julho de 2004. Décima primeira etapa da temporada, foi vencido pelo alemão Michael Schumacher, da Ferrari, com Kimi Räikkönen em segundo pela McLaren-Mercedes e Rubens Barrichello em terceiro com a outra Ferrari.

## Resumo
- Última corrida de Marc Gené. Após esse GP, do Grande Prêmio da Alemanha de 2004 ao Grande Prêmio da Itália de 2004, Antônio Pizzonia assumiu a vaga.
- Primeiro pódio de um piloto da McLaren na temporada.

## Classificação

### Treinos oficiais
| Pos.   | Nº | Piloto               | Equipe           | Tempo     | Dif.    | Grid |
| ------ | -- | -------------------- | ---------------- | --------- | ------- | ---- |
| 1      | 6  | Kimi Räikkönen       | McLaren-Mercedes | 1:18.233  | —       | 1    |
| 2      | 2  | Rubens Barrichello   | Ferrari          | 1:18.305  | + 0.072 | 2    |
| 3      | 9  | Jenson Button        | BAR-Honda        | 1:18.580  | + 0.347 | 3    |
| 4      | 1  | Michael Schumacher   | Ferrari          | 1:18.710  | + 0.477 | 4    |
| 5      | 7  | Jarno Trulli         | Renault          | 1:18.715  | + 0.482 | 5    |
| 6      | 8  | Fernando Alonso      | Renault          | 1:18.811  | + 0.598 | 16¹  |
| 7      | 5  | David Couthard       | McLaren-Mercedes | 1:19.148  | + 0.915 | 6    |
| 8      | 3  | Juan Pablo Montoya   | Williams-BMW     | 1:19.378  | + 1.145 | 7    |
| 9      | 10 | Takuma Sato          | BAR-Honda        | 1:19.688  | + 1.455 | 8    |
| 10     | 14 | Mark Webber          | Jaguar-Cosworth  | 1:20.004  | + 1.771 | 9    |
| 11     | 12 | Felipe Massa         | Sauber-Petronas  | 1:20.202  | + 1.969 | 10   |
| 12     | 17 | Olivier Panis        | Toyota           | 1:20.335  | + 2.102 | 17²  |
| 13     | 4  | Marc Gené            | Williams-BMW     | 1:20.335  | + 2.102 | 11   |
| 14     | 16 | Cristiano da Matta   | Toyota           | 1:20.545  | + 2.312 | 12   |
| 15     | 15 | Christian Klien      | Jaguar-Cosworth  | 1:21.559  | + 3.326 | 13   |
| 16     | 19 | Giorgio Pantano      | Jordan-Ford      | 1:22.458  | + 4.225 | 14   |
| 17     | 18 | Nick Heidfeld        | Jordan-Ford      | 1:22.677  | + 4.444 | 15   |
| 18     | 20 | Gianmaria Bruni      | Minardi-Cosworth | 1:23.437  | + 5.204 | 18¹  |
| 19     | 21 | Zsolt Baumgartner    | Minardi-Cosworth | 1:24.117  | + 5.884 | 19¹  |
| 20     | 11 | Giancarlo Fisichella | Sauber-Petronas  | sem tempo |         | 20¹  |
| Fonte: |    |                      |                  |           |         |      |

- Nota 1:  Fernando Alonso, Gianmaria Bruni, Zsolt Baumgartner e Giancarlo Fisichella foram punidos com a perda de dez posições por trocarem o motor.
- Nota 2:  Olivier Panis foi punido por atrapalhar Felipe Massa em sua volta rápida.

### Corrida
| Pos.   | Nº | Piloto               | Construtor       | Voltas | Tempo/Diferença | Grid | Pontos |
| ------ | -- | -------------------- | ---------------- | ------ | --------------- | ---- | ------ |
| 1      | 1  | Michael Schumacher   | Ferrari          | 60     | 1:24:42.700     | 4    | 10     |
| 2      | 6  | Kimi Räikkönen       | McLaren-Mercedes | 60     | + 2.130         | 1    | 8      |
| 3      | 2  | Rubens Barrichello   | Ferrari          | 60     | + 3.114         | 2    | 6      |
| 4      | 9  | Jenson Button        | BAR-Honda        | 60     | + 10.683        | 3    | 5      |
| 5      | 3  | Juan Pablo Montoya   | Williams-BMW     | 60     | + 12.173        | 7    | 4      |
| 6      | 11 | Giancarlo Fisichella | Sauber-Petronas  | 60     | + 12.888        | 20   | 3      |
| 7      | 5  | David Coulthard      | McLaren-Mercedes | 60     | + 19.668        | 6    | 2      |
| 8      | 14 | Mark Webber          | Jaguar-Cosworth  | 60     | + 23.701        | 9    | 1      |
| 9      | 12 | Felipe Massa         | Sauber-Petronas  | 60     | + 24.023        | 10   |        |
| 10     | 8  | Fernando Alonso      | Renault          | 60     | + 24.835        | 16   |        |
| 11     | 10 | Takuma Sato          | BAR-Honda        | 60     | + 33.736        | 8    |        |
| 12     | 4  | Marc Gené            | Williams-BMW     | 60     | + 34.303        | 11   |        |
| 13     | 16 | Cristiano da Matta   | Toyota           | 59     | + 1 volta       | 12   |        |
| 14     | 15 | Christian Klien      | Jaguar-Cosworth  | 59     | + 1 volta       | 13   |        |
| 15     | 18 | Nick Heidfeld        | Jordan-Ford      | 59     | + 1 volta       | 15   |        |
| 16     | 20 | Gianmaria Bruni      | Minardi-Cosworth | 56     | + 4 voltas      | 18   |        |
| Ret    | 19 | Giorgio Pantano      | Jordan-Ford      | 47     | Rodada          | 14   |        |
| Ret    | 7  | Jarno Trulli         | Renault          | 39     | Acidente        | 5    |        |
| Ret    | 21 | Zsolt Baumgartner    | Minardi-Cosworth | 29     | Motor           | 19   |        |
| Ret    | 17 | Olivier Panis        | Toyota           | 16     | Acidente        | 17   |        |
| Fonte: |    |                      |                  |        |                 |      |        |

## Tabela do campeonato após a corrida
| Pos.   | Piloto             | Pontos |
| ------ | ------------------ | ------ |
| 1      | Michael Schumacher | 100    |
| 2      | Rubens Barrichello | 74     |
| 3      | Jenson Button      | 53     |
| 4      | Jarno Trulli       | 46     |
| 5      | Fernando Alonso    | 33     |
| Fonte: |                    |        |

| Pos.   | Construtor       | Pontos |
| ------ | ---------------- | ------ |
| 1      | Ferrari          | 174    |
| 2      | Renault          | 79     |
| 3      | BAR-Honda        | 67     |
| 4      | Williams-BMW     | 41     |
| 5      | McLaren-Mercedes | 32     |
| Fonte: |                  |        |

- Nota: Somente as primeiras cinco posições estão listadas.